# Marin Alsop
Marin Alsop, född 16 oktober 1956 i New York City, New York, är en amerikansk dirigent och violinist. Hon är chefsdirigent hos Wiens radiosymfoniker. Hon var 2007–2021 chefsdirigent för Baltimore Symphony Orchestra.
Alsop föddes i en musikerfamilj i New York. Hon har studerat vid Yale och senare vid Juilliard School, där hon avlade bachelor- och masterexamen i violin. Hon har studerat dirigering för bland andra Leonard Bernstein, Seiji Ozawa och Gustav Meier. Hon grundade stråkensemblen String Fever 1981. Hon vann Kusevitskij-priset 1989.
I januari 2009 gästspelade hon i Sverige och dirigerade Kungliga Filharmonikerna i bland annat Barbers Symfoni nr 1 och Knoxville: Summer of 1915, för sopran och orkester, samt Antonín Dvořáks Symfoni nr 8.
Den 7 september 2013 var Marin Alsop den första kvinnan att dirigera orkester och kör vid anrika Last Night of the Proms i Royal Albert Hall. Hon återkom där 2015 och 2023.